# نيل بيركت
نيل بيركت (بالإنجليزية: Neil Burkett) هو لاعب بولينغ جنوب أفريقي، ولد في 16 مارس 1948.